# رومن بالاشوف
رومن بالاشوف (روسی: Роман Владимирович Балашов؛ زادهٔ ۹ فوریهٔ ۱۹۷۷) ورزشکار واترپلو اهل روسیه است.
وی در مسابقات کشوری و بین‌المللی در مجموع برندهٔ ۱ مدال نقره، ۱ مدال برنز شده‌است.